# 자말 부얀
자말 부얀(벵골어: জামাল ভূইয়া, 1990년 4월 10일~ )은 브라더스 유니언에서 뛰고 있는 방글라데시의 축구 선수로 방글라데시 국가대표팀 국제 A매치 최다 출전자이자 방글라데시 국가대표팀 주장이며 방글라데시 축구 역사상 첫 아시안 게임 토너먼트 진출의 주역이다.

## 클럽 경력
2009년 덴마크의 헬레룹 IK에서 선수 활동을 시작한 뒤 아바하니 리미티드 다카, BK 아바르타, 아베되레 IK, 셰이크 자말, 셰이크 러셀, 사이프 SC, 치타공 아바하니 리미티드, 모함메단 SC 등에서 14년간 활동하다가 2023년 8월 아르헨티나의 3부 리그인 토르네오 페데랄 A의 클루브 솔 데 마요와 입단 계약을 체결했다.

## 국가대표팀 경력

### 방글라데시 A대표팀
네팔과의 2013년 SAFF 챔피언십 A조 개막전에서 방글라데시 A대표팀 소속으로 국제 A매치 데뷔전을 치른 후 2년 뒤 자국에서 열린 2015년 방가반두컵에 출전하여 팀의 준우승을 이끈 공을 인정받아 이 대회 최우수선수에 선정되었다.
그 후 스리랑카 콜롬보 레이스코스에서 열린 몰디브와의 2021년 4개국 친선 축구 대회 풀리그 2차전에서 A매치 데뷔 8년만에 첫 골을 신고하며 팀의 2-1 승리의 밑거름이 되었다.
그리고 2023년 SAFF 챔피언십에도 출전하여 2009년 대회 이후 14년만의 팀의 SAFF 챔피언십 4강 진출에 기여했고 그 후 같은 남아시아팀인 몰디브와의 2026년 FIFA 월드컵 아시아 지역 1차 예선 2경기에 출전하여 4회 연속 아시아 2차 예선 진출 및 2027년 AFC 아시안컵 최종 예선 진출을 이끌었다.

### 방글라데시 U-23(와일드카드)
방글라데시 U-23 대표팀의 와일드카드 자격으로 2번의 남아시아 경기 대회(2016, 2019)에 출전하여 모두 동메달을 따냈고 2018년 아시안 게임에서도 와일드카드로 참가하여 B조 조별리그 최종전에서 2006년 아시안 게임 금메달, 2018년 AFC U-23 아시안컵 3위에 빛나는 카타르를 상대로 후반 종료 직전 선제골이자 결승골을 터뜨리며 방글라데시 축구 역사상 첫 아시안 게임 16강 진출의 일등공신이 되었다.

## 수상

### 클럽
셰이크 자말
- 방글라데시 프리미어리그 : 우승 (2014-15), 3위 (2015-16)
- 방글라데시 페더레이션컵 : 우승 (2015)
- 부탄 킹스컵 : 우승 (2014)

사이프 SC
- 방글라데시 프리미어리그 : 3위 (2021-22), 4위 (2017-18)
- 인도 보두사컵 : 우승 (2018)

### 국가대표팀
방글라데시 U-23 (와일드카드)
- 남아시아 경기 대회 : 동메달 (2016, 2019)

 방글라데시
- 방가반두컵 : 준우승 (2015)

### 개인
- 부탄 킹스컵 MVP : 2014
- 방가반두컵 MVP : 2015